# Liste der Internationalen Meister der Frauen (Verleihung 1950)

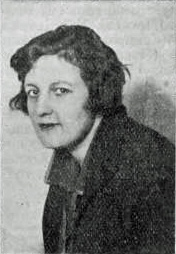
Ljudmila Rudenko wurde 1950 als erste Frau zum Internationalen Meister ernannt.

Die Liste der Internationalen Meister der Frauen des Jahres 1950 führt alle Schachspielerinnen auf, die im Jahr 1950 vom Weltschachbund FIDE den Titel Internationaler Meister der Frauen erhalten haben. Es handelte sich um das erste Jahr der Verleihung. Nachdem im November 2015 Nina Hrušková-Bělská starb, ist keine der damals 17 geehrten Spielerinnen mehr am Leben.
Mit Walentina Borissenko, Jelisaweta Bykowa, Fenny Heemskerk, Edith Keller-Herrmann, Olga Rubzowa und Ljudmila Rudenko erreichten sechs Spielerinnen später den Titel einer Großmeisterin der Frauen; Bykowa, Rubzowa und Rudenko gewannen außerdem die Schachweltmeisterschaft der Frauen und wurden dafür mit dem Titel eines Internationalen Meisters ausgezeichnet. Chantal Chaudé de Silans wurde später der Titel einer Ehren-Großmeisterin der Frauen verliehen.

## Legende
Die Tabelle enthält folgende Angaben:
- Name: Nennt den Namen der Spielerin.
- Land: Nennt das Land, für das die Spielerin 1950 spielberechtigt war.
- Lebensdaten: Nennt das Geburtsjahr und das Sterbejahr der Spielerin.
- IM: Gibt für Spielerinnen, die später zum Internationalen Meister ernannt wurden, das Jahr der Verleihung an.
- WGM: Gibt für Spielerinnen, die später zur Großmeisterin der Frauen ernannt wurden, das Jahr der Verleihung an.
- HWGM: Gibt für Spielerinnen, die später zur Ehrengroßmeisterin der Frauen ernannt wurden, das Jahr der Verleihung an.
- weitere Verbände: Gibt für Spielerinnen, die früher oder später für mindestens einen anderen Verband spielberechtigt waren, diese Verbände mit den Zeiträumen der Spielberechtigung (sofern bekannt) an. Wechsel zu einem Nachfolgestaat sind berücksichtigt, sofern die Spielerin zu diesem Zeitpunkt noch schachlich aktiv war.

## Liste
| Name                     | Land                            | Lebensdaten | IM   | WGM  | HWGM | weitere Verbände                                    |
| ------------------------ | ------------------------------- | ----------- | ---- | ---- | ---- | --------------------------------------------------- |
| Clarice Benini           | Italien                         | 1905–1976   |      |      |      |                                                     |
| Walentina Borissenko     | Sowjetunion                     | 1920–1993   |      | 1978 |      |                                                     |
| Jelisaweta Bykowa        | Sowjetunion                     | 1913–1989   | 1953 | 1976 |      |                                                     |
| Sonja Graf               | Vereinigte Staaten              | 1908–1965   |      |      |      | Deutsches Reich (bis 1939), Argentinien (1939–1947) |
| Gisela Gresser           | Vereinigte Staaten              | 1906–2000   |      |      |      |                                                     |
| Fenny Heemskerk          | Niederlande                     | 1919–2007   |      | 1978 |      |                                                     |
| Róża Herman              | Polen                           | 1902–1995   |      |      |      |                                                     |
| Nina Hrušková-Bělská     | Tschechoslowakei                | 1925–2015   |      |      |      |                                                     |
| Mona Karff               | Vereinigte Staaten              | 1914–1998   |      |      |      |                                                     |
| Edith Keller-Herrmann    | Deutsche Demokratische Republik | 1921–2010   |      | 1978 |      |                                                     |
| Józsa Lángos             | Ungarn                          | 1911–1987   |      |      |      |                                                     |
| Ingrid Larsen            | Dänemark                        | 1909–1990   |      |      |      |                                                     |
| María Teresa Mora        | Kuba                            | 1902–1980   |      |      |      |                                                     |
| Olga Rubzowa             | Sowjetunion                     | 1909–1994   | 1956 | 1976 |      |                                                     |
| Ljudmila Rudenko         | Sowjetunion                     | 1904–1986   | 1950 | 1976 |      |                                                     |
| Chantal Chaudé de Silans | Frankreich                      | 1919–2001   |      |      | 1990 |                                                     |
| Eileen Tranmer           | England                         | 1910–1983   |      |      |      |                                                     |